# Список номинантов на премию «Русский Букер» 2010 года
Список номинантов на премию «Русский Букер», попавших в длинный список (лонг-лист) премии «Русский Букер» в сезоне 2010 года. Всего на премию было номинировано 95 произведений. Жюри допустило для участия в конкурсе 24 произведения. Длинный список был опубликован 1 июля 2010 года. Короткий список финалистов из 6 произведений был опубликован 6 октября 2010 года. Победитель был объявлен 2 декабря 2010 года.
Список представлен в следующем виде — «победитель», «короткий список» (кроме «победителя»), «длинный список» (кроме «победителя» и «короткого списка»). Для каждого номинанта указано название произведения.

## Победитель
- Елена Колядина — «Цветочный крест»

Произведение Колядиной оценивается как дикое невежество, вопиющая безвкусица и пошлость, а его автор как человек, вовсе лишенный чувства языка и памяти о его прошлом. Жюри, по мнению Андрея Немзера, совершило грубую ошибку, и своим дурным (пошлым, антикультурным) решением продемонстрировало дно русского Букера. Даже то, что «безграмотное что в историческом, что в эротическом отношении» произведение вошло в шорт-лист уважаемой литературной премии, многим представителям литературной общественности показалось оскорбительным.

## Короткий список
- Олег Зайончковский — «Счастье возможно: Роман нашего времени»
- Андрей Иванов — «Путешествие Ханумана на Лолланд»
- Мариам Петросян — «Дом, в котором…»
- Герман Садулаев — «Шалинский рейд»
- Маргарита Хемлин — «Клоцвог»

## Длинный список
- Андрей Аствацатуров — «Люди в голом»
- Ариадна Борисова — Земля удаганок: «Люди с солнечными поводьями», «Джогур», «Небесный огонь»
- Михаил Гиголашвили — «Чёртово колесо»
- Борис Дышленко — «Созвездие Близнецов»
- Игорь Золотусский — «Нас было трое»
- Бахыт Кенжеев — «Обрезание пасынков»
- Тимур Кибиров — «Лада, или Радость»
- Игорь Клех — «Хроники 1999 года»
- Евгений Клюев — «Андерманир штук»
- Павел Крусанов — «Мёртвый язык»
- Елена Крюкова — «Серафим»
- Александр Логинов — «Бульдозер на якоре»
- Олег Павлов — «Асистолия»
- Виктор Пелевин — «Т»
- Дина Рубина — «Белая голубка Кордовы»
- Александр Рулев-Хачатрян — «Хроника семьи Петровых»
- Алексей Слаповский — «Победительница»
- Антон Уткин — «Крепость сомнения»